# Пересадовка
Пересадовка (укр. Пересадівка) — село в Николаевском районе Николаевской области Украины.
Основано в 1800 году. Население по переписи 2001 года составляло 3141 человек. Почтовый индекс — 57220. Телефонный код — 512. Занимает площадь 4,5 км².